# Щітка

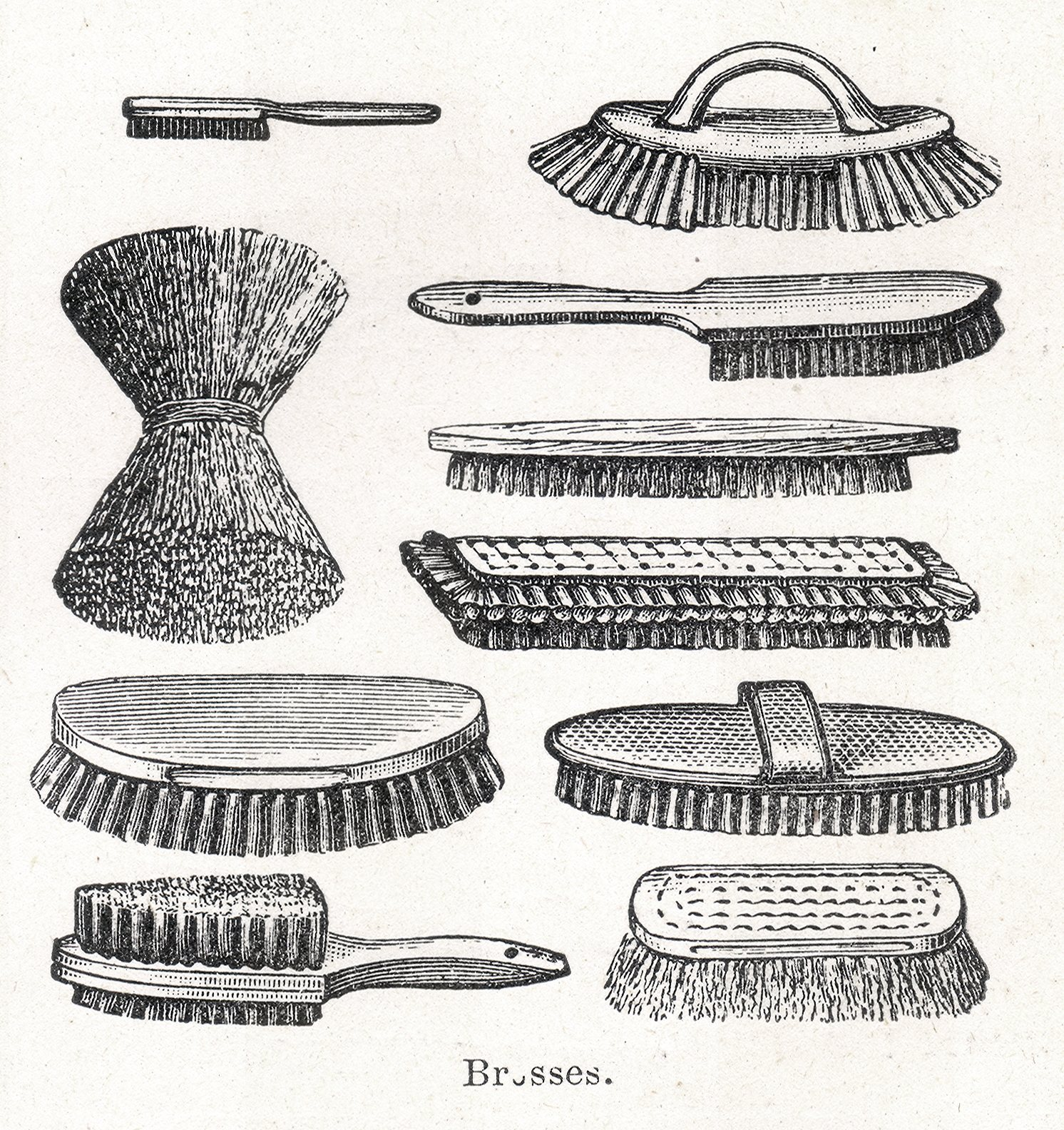
Щітки

Щітка (від прасл. sъčetъ) — знаряддя для чищення, чесання, обмітання і т. ін. у вигляді плоскої колодки або дощечки з густо набитою на неї щетиною чи матеріалом, що замінює її. Робота інструментом здійснюється шляхом руху робочої частини щітки по поверхні оброблюваного матеріалу. Залежно від призначення матеріал щетини може мати різну твердість і жорсткість в порівнянні з твердістю оброблюваного матеріалу.
Майстри, що виготовляли щітки, називалися щіткарями.

## Види щіток
Широко застосовуються щітки:
- Зубна щітка — засіб гігієни ротової порожнини.
- Помазок — щітка для нанесення піни в процесі гоління
- Одежна щітка, платтяна щітка — щітка для чищення одягу.
- Взуттєва щітка — щітка для чищення взуття.
- Дротяна щітка — інструмент для чищення поверхні від іржі та інших застосувань.
- Шліфувальна щітка — дротяна щітка, використовувана як насадка до кутової шліфувальної машини.
- Щітка для волосся.
- Малярна щітка — широка щітка для фарбування.
- Макловиця — щітка з прямо закріпленим (як у пензля) руків'ям, призначена для фарбування, ґрунтування
- Йоржик — щітка на гнучкому держаку для чищення труб, пляшок.
- Туалетний йоржик — щітка для чищення унітазів.

Історично відомі також:
- Банник — щітка на довгому держаку для чищення каналу ствола гармати.
- Щіть — щітка зі свинячої щетини для чесання кужелі. Чесалка для первинного грубого чесання у вигляді дошки з металевими зубцями також називалася «залізною щіттю».

## Конярство
- Щітка кінська – використовується для чистки коня[4]. Має дерев’яну колодку з натуральною чи штучною щетиною, а з протилежного боку – поперечний ремінь для тримання рукою[4].

## Галерея

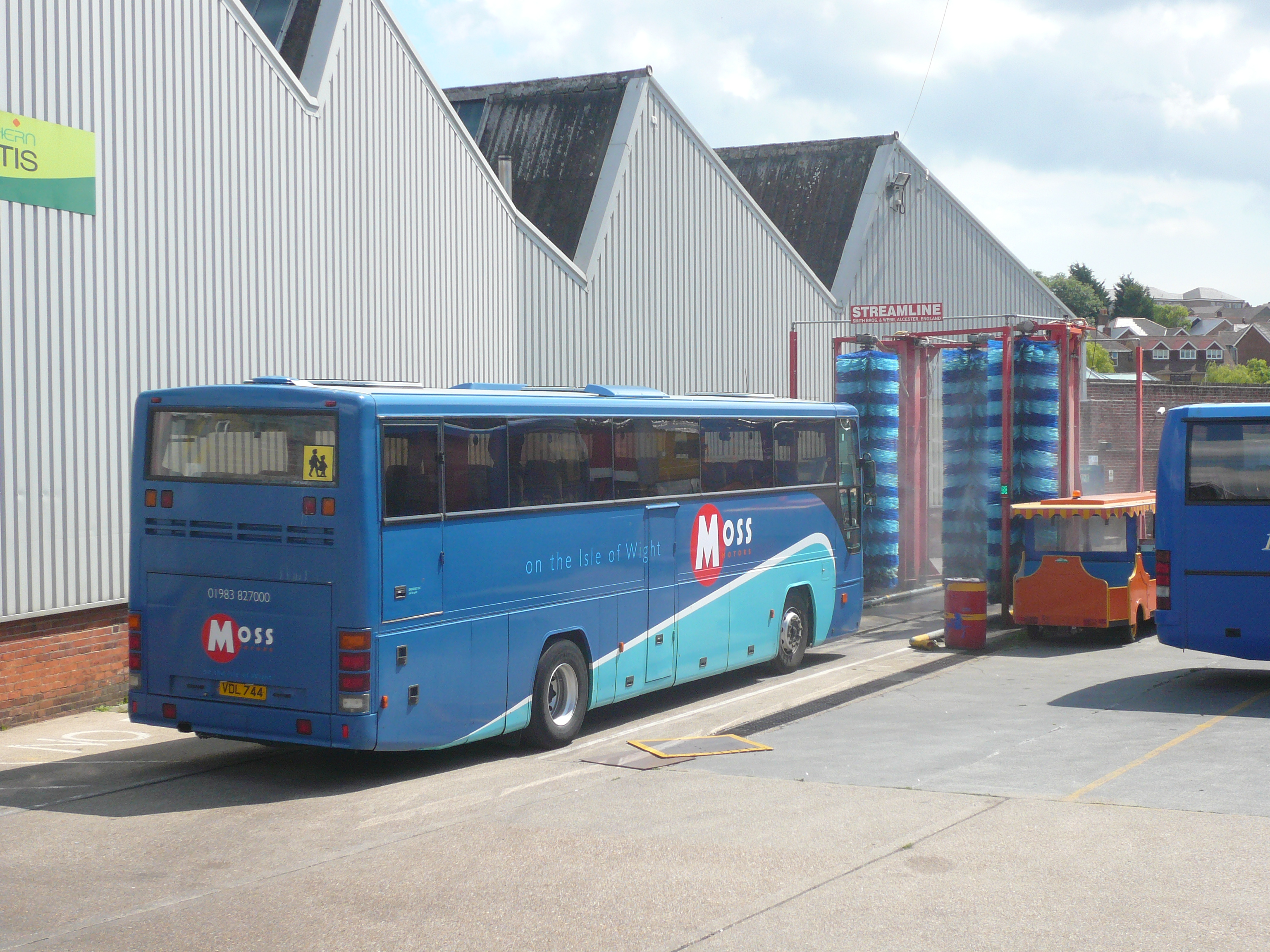
Циліндричні щітки автомийки
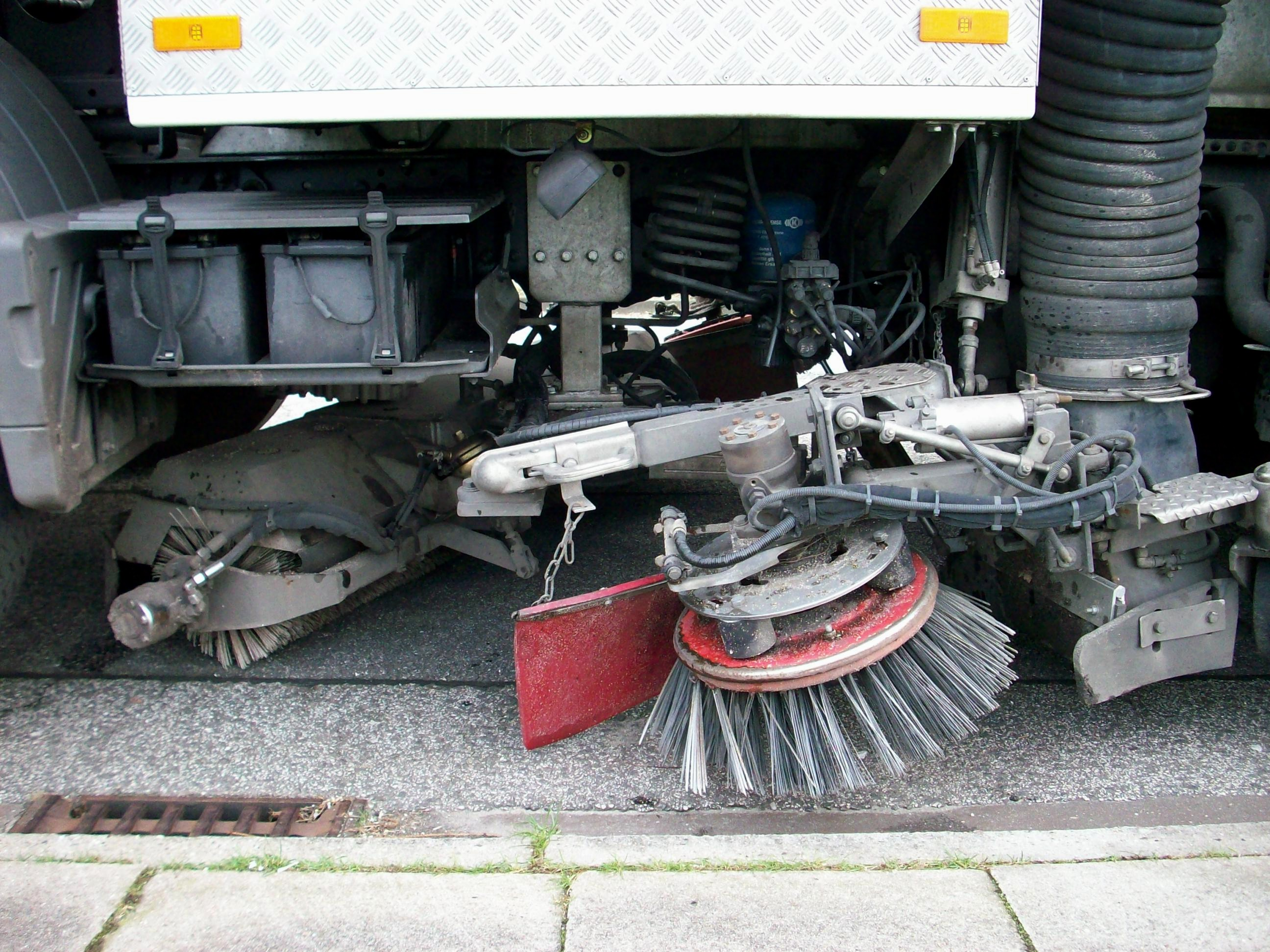
Щітки асфальтомийної машини
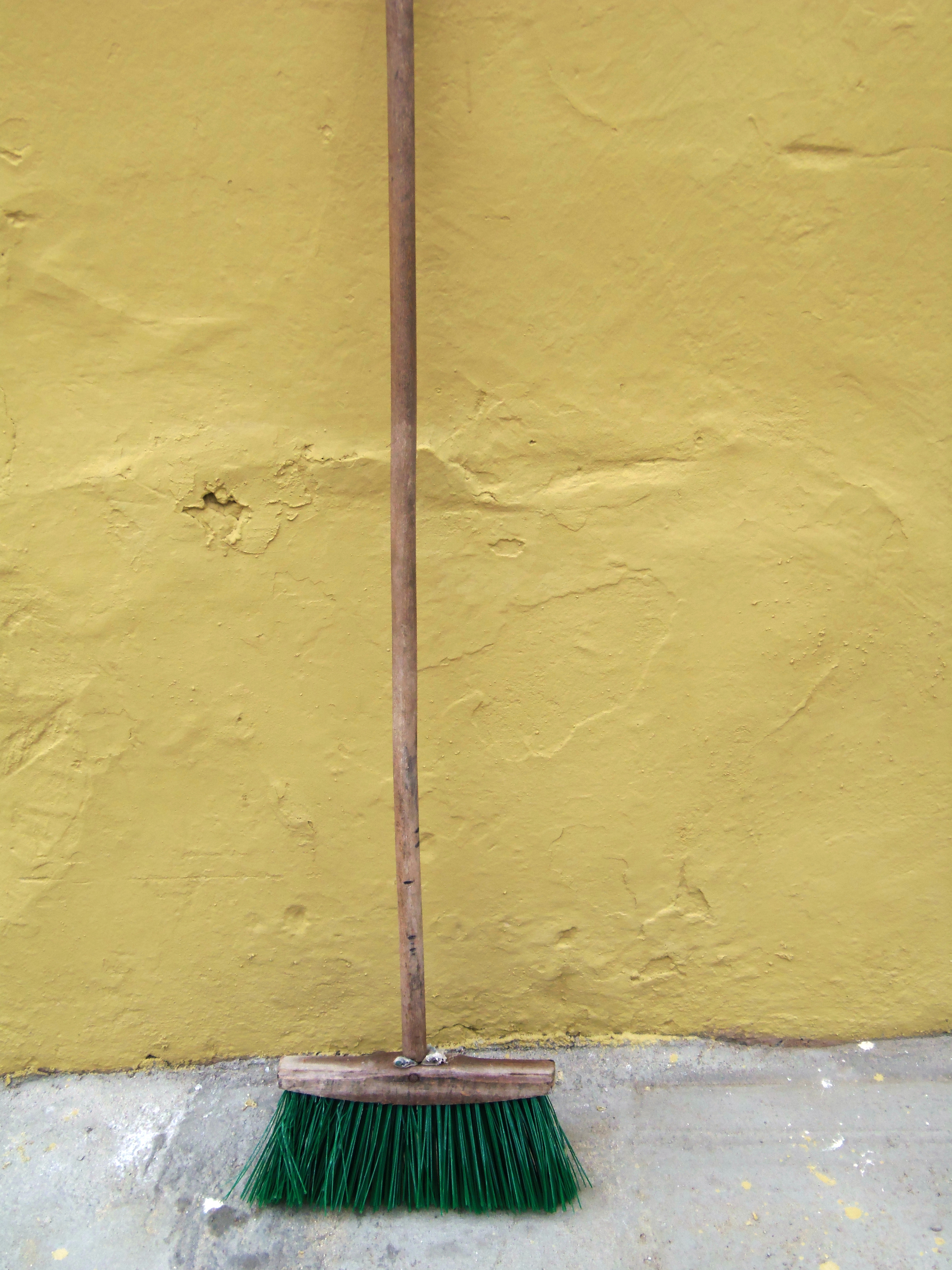
Щітка для підмітання
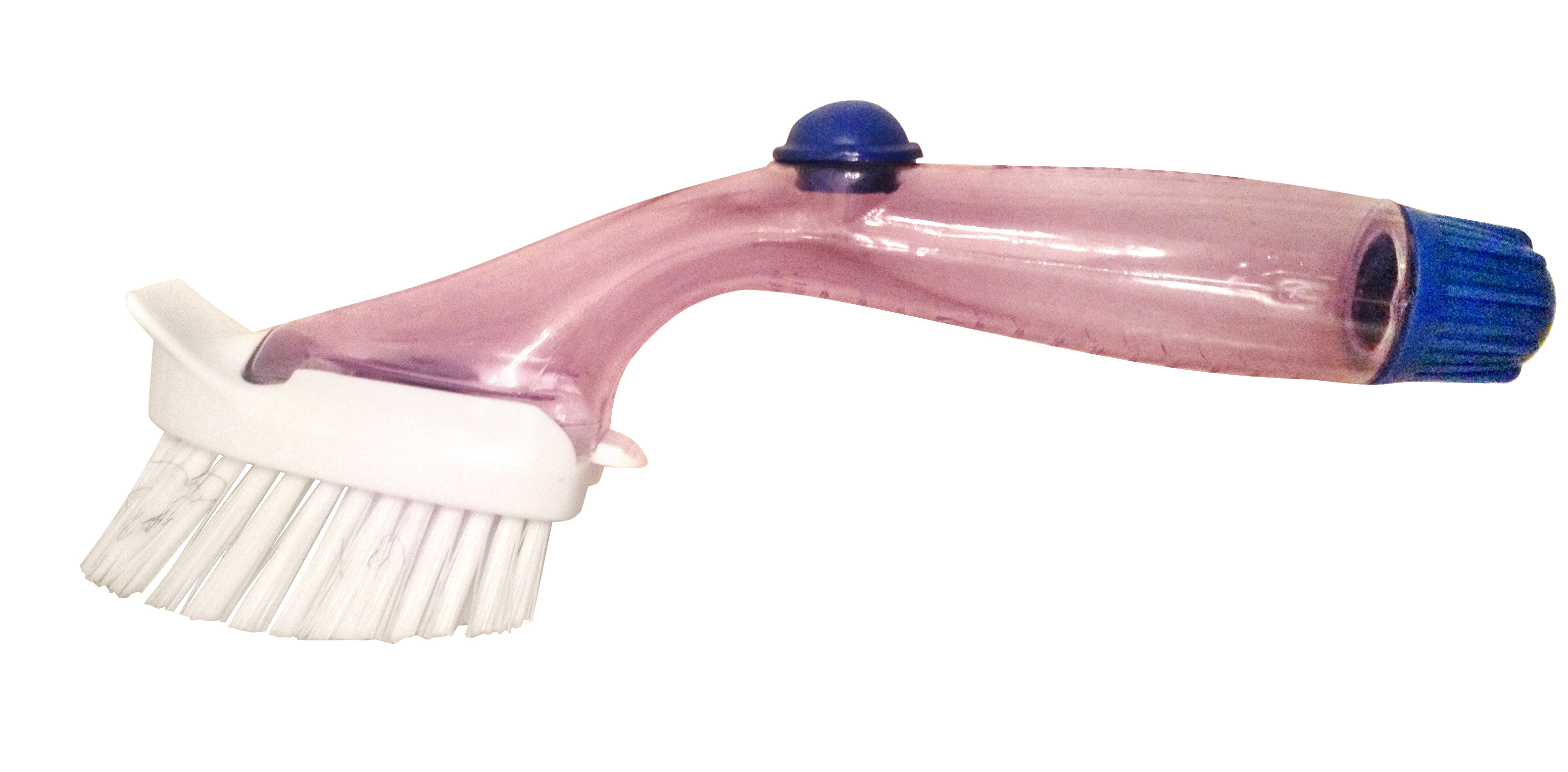
Кухонна душева насадка-щітка для миття посуду
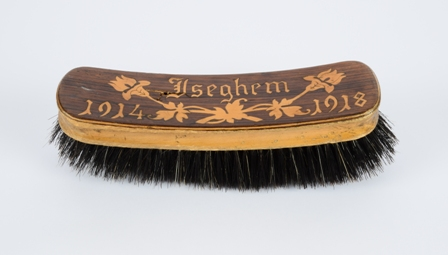
Взуттєва щітка для чищення й нанесення крему
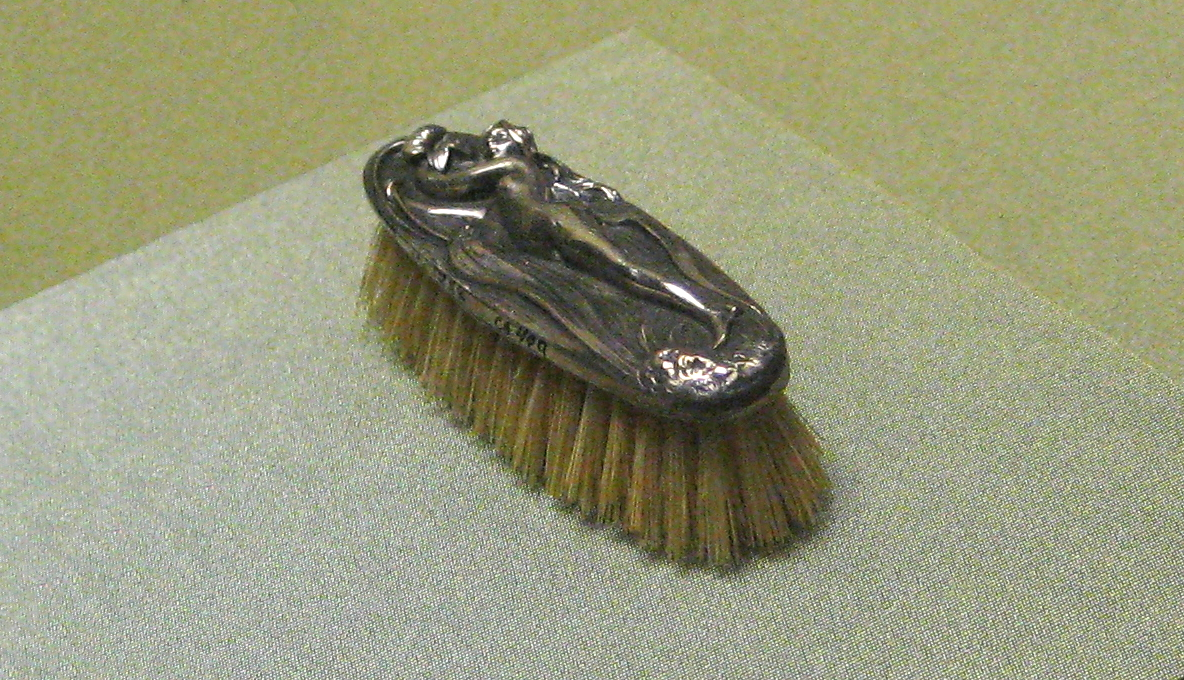
Щіточка для вусів
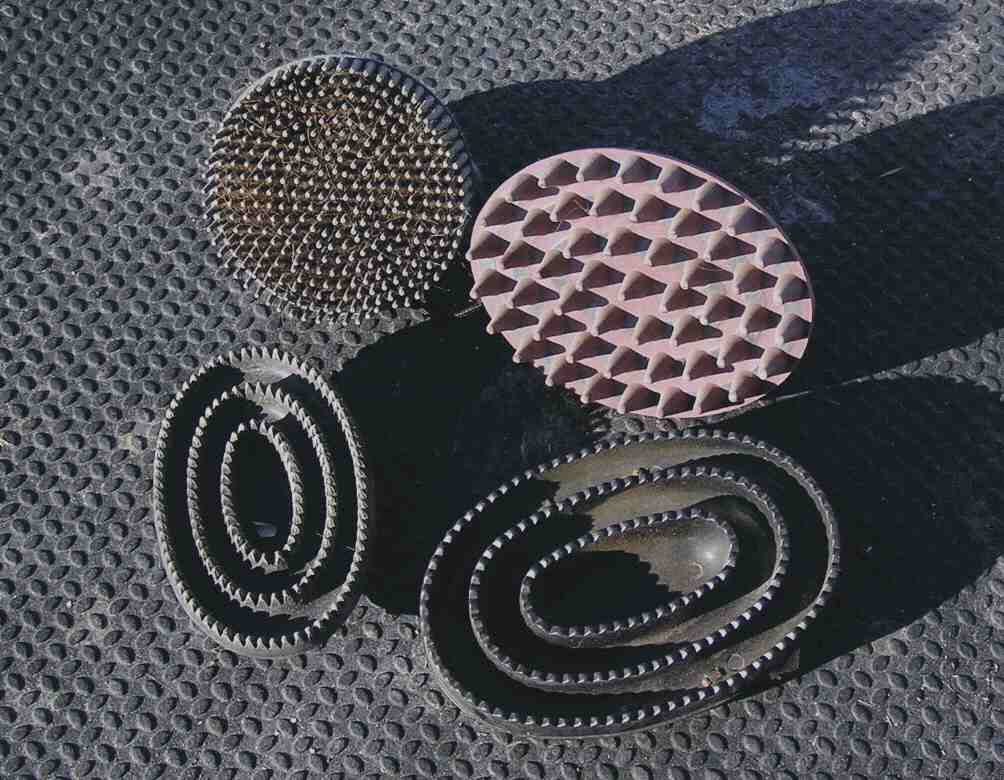
Щітки для розчісування шерсті домашніх тварин (коней, корів)
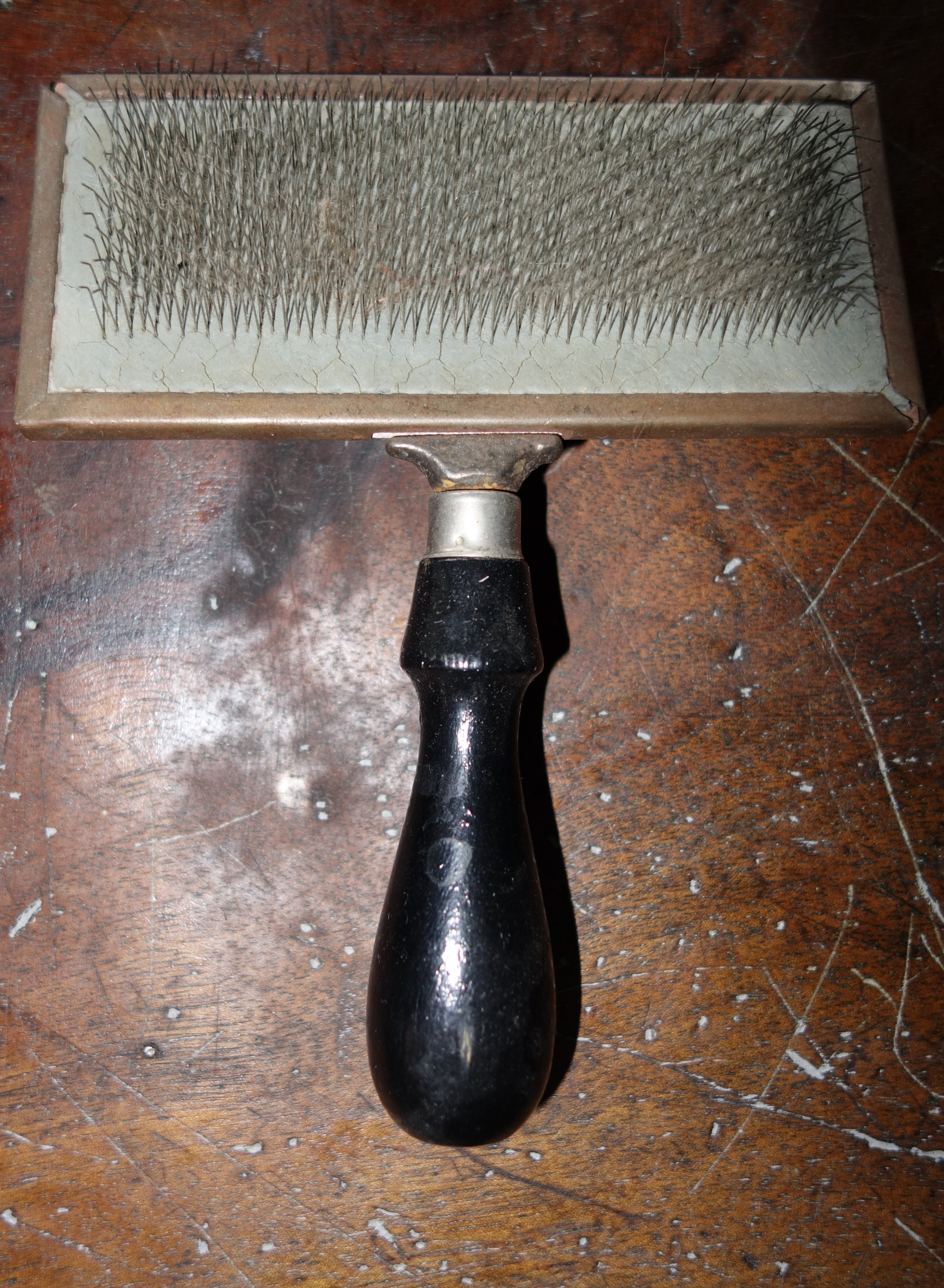
Щітка для чесання вовни
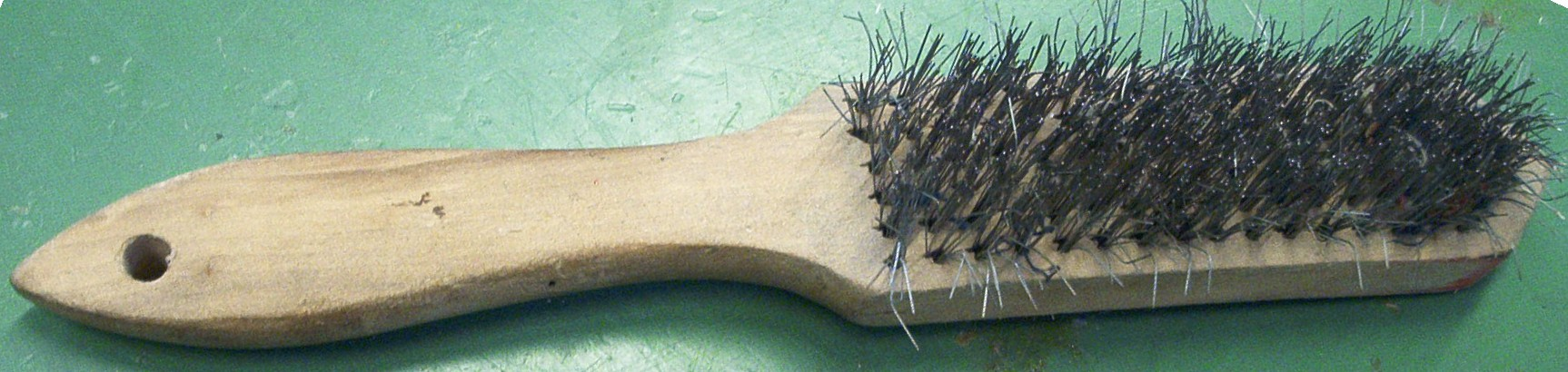
Металічна щітка для зачищування виробів
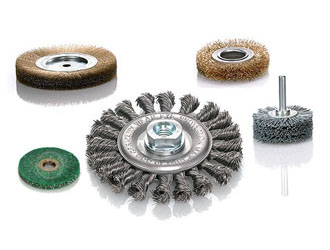
Шліфувальні щітки-насадки
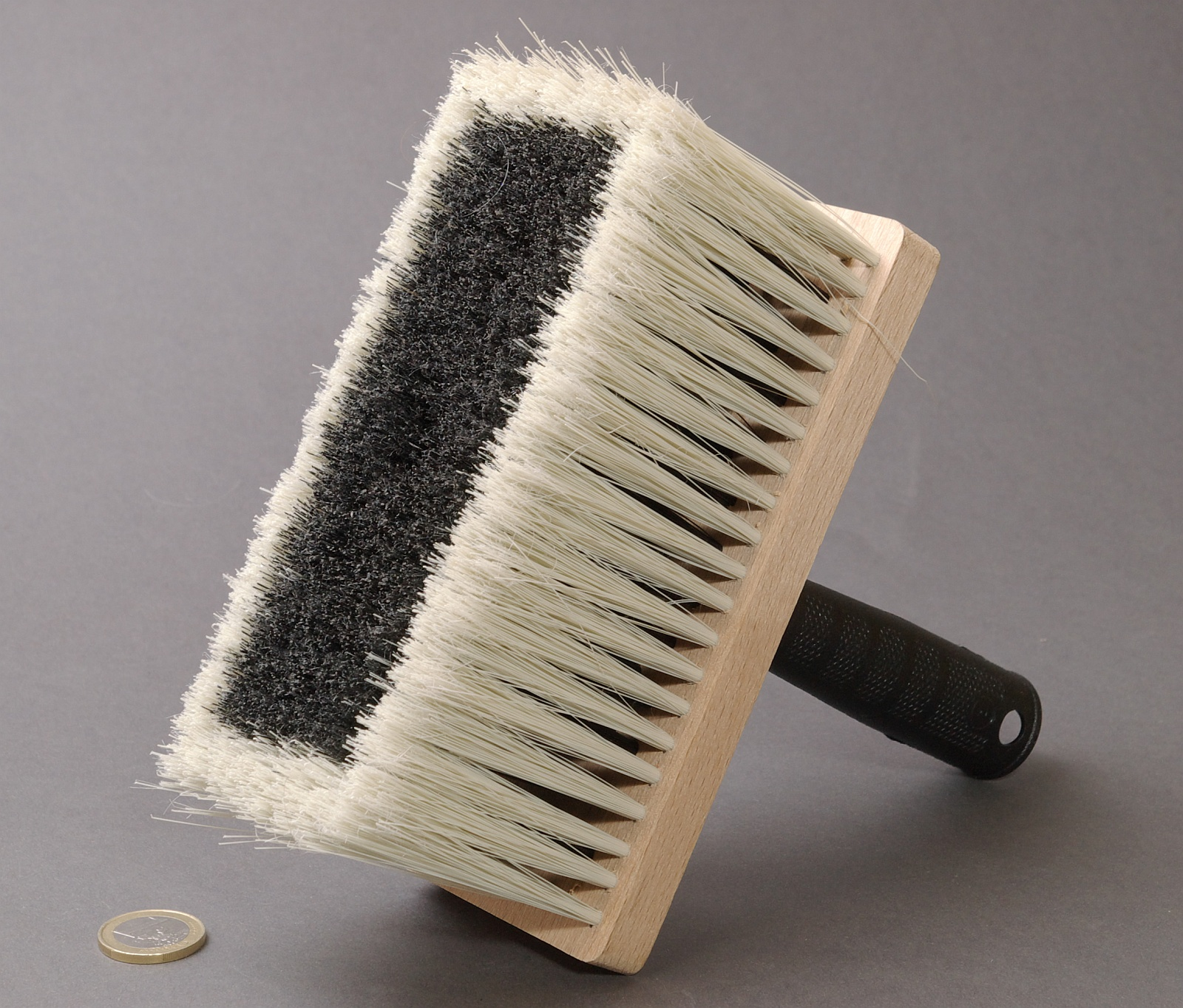
Малярна щітка
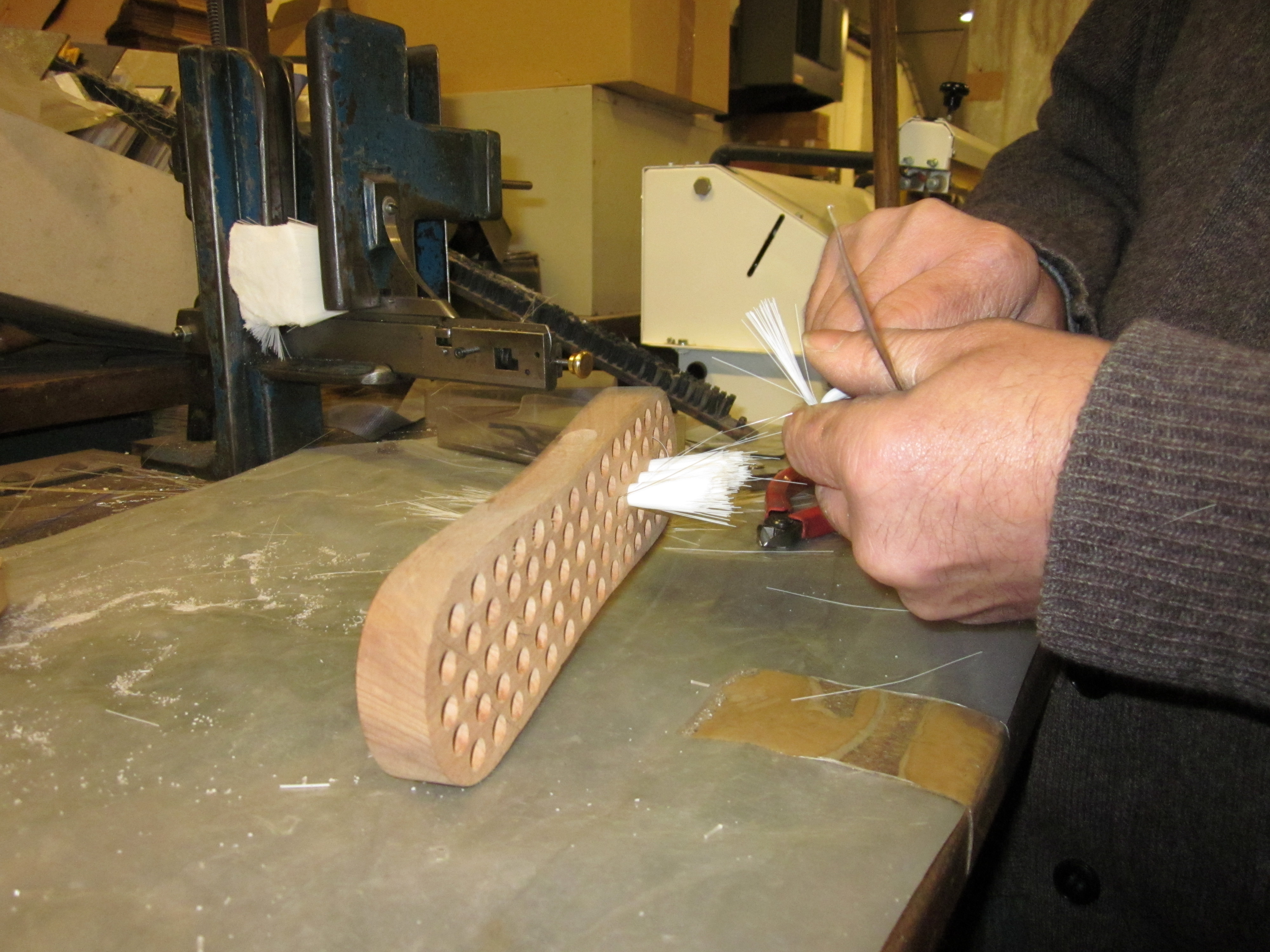
Виготовляння одежної щітки